# Ложниково (Подойніцинське сільське поселення)
Ло́жниково (рос. Ложниково) — село у складі Балейського району Забайкальського краю, Росія. Входить до складу Подойніцинського сільського поселення.

## Населення
Населення — 124 особи (2010; 171 у 2002).
Національний склад (станом на 2002 рік):
- росіяни — 97 %